# Grand Prix automobile de France 1967
GP précédent GP suivant
Le Grand Prix de France 1967 (LIIIe Grand Prix de l'A.C.F.), disputé sur le circuit Bugatti du Mans le 2 juillet 1967, est la cent-cinquante-cinquième épreuve du championnat du monde de Formule 1 courue depuis 1950 et la cinquième manche du championnat 1967.

## Contexte avant la course

### Le championnat du monde
Depuis la saison précédente, la Formule 1 a adopté la réglementation trois litres pour les monoplaces à moteur atmosphérique, avec également possibilité d'utilisation de moteurs suralimentés, un coefficient deux étant alors appliqué pour la cylindrée (soit un maximum de 1 500 cm3 en cas d'utilisation d'un compresseur volumétrique ou d'un turbocompresseur). La réglementation s'appuie sur les points suivants :
- pas de cylindrée minimale
- cylindrée maximale : 3 000 cm3 si moteur atmosphérique ou 1 500 cm3 si moteur suralimenté
- poids minimal : 500 kg (à sec)
- roues non carénées
- double circuit de freinage obligatoire
- arceau de sécurité obligatoire (le haut du cerceau devant dépasser le casque du pilote)
- démarreur de bord obligatoire
- carburant commercial obligatoire
- ravitaillement en huile interdit durant la course
- distance minimale d'un Grand Prix : 300 km
- distance maximale d'un Grand Prix : 400 km
- distance minimale pour être classé : 90% de la distance parcourue par le vainqueur

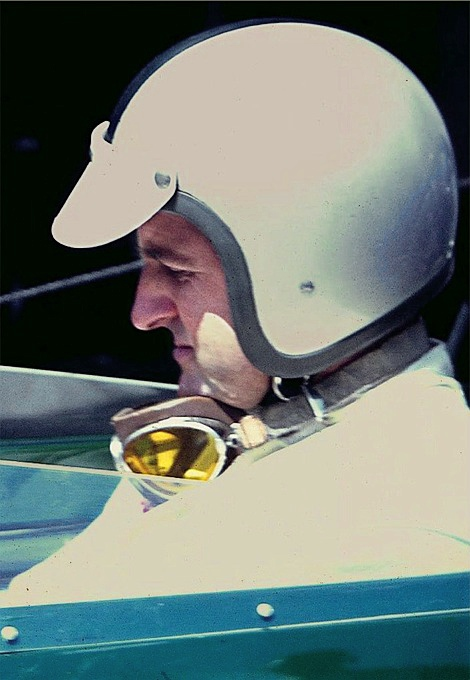
À l'issue des quatre premières manches, Denny Hulme pointe en tête du classement provisoire du championnat du monde.

Bien qu'ayant dominé ses rivales en s'imposant dès sa première sortie lors du Grand Prix des Pays-Bas, où Jim Clark avait remporté une probante victoire, la Lotus 49 à moteur V8 Cosworth a toutefois montré une certaine fragilité, particulièrement au niveau des transmissions. Aussi la saison 1967 reste-t-elle très ouverte, permettant aux écuries rivales, notamment Brabham, Eagle ou Ferrari, de tirer leur épingle du jeu. Les quatre premières manches de l'année ont été remportées par quatre pilotes différents, Denny Hulme (vainqueur sur sa Brabham du Grand Prix de Monaco) figurant en tête du classement provisoire du championnat du monde.

### Le circuit
Utilisant les infrastructures et empruntant une petite partie du circuit des 24 Heures du Mans, le circuit Bugatti a été dessiné par Charles Deutsch, à l'initiative de l'Automobile Club de l'Ouest, pour la création d'une école de pilotage sous la direction de Charles de Cortanze. Après préparation de l'emplacement en 1964, les travaux de construction ont réellement commencé en 1965, avec la réalisation d'une portion de piste sinuant entre les parkings du grand circuit. La partie commune avec le tracé des 24 Heures du Mans est longue d'un kilomètre et demi ; elle comprend la ligne de départ et la courbe Dunlop, le raccordement de la nouvelle portion (comprenant huit virages dont quatre épingles) se situant au niveau de la chapelle, dans la descente précédant les esses du Tertre Rouge. Le dernier virage raccorde le grand circuit au niveau des tribunes principales, devant lesquelles les voitures passent à une vitesse deux fois moindre que celle des prototypes d'endurance empruntant habituellement la ligne droite des stands. Ce circuit permanent fut inauguré officiellement en septembre 1966, à l'occasion d'une course de Formule 2 remportée par Denny Hulme, au volant d'une Brabham-Honda, à la moyenne de 148,219 km/h. Découvrant le tracé, le pilote néo-zélandais lui avait alors trouvé une forme de souris et l'avait aussitôt qualifié de circuit «Mickey Mouse».

## Monoplaces en lice
- Brabham BT24 "Usine"

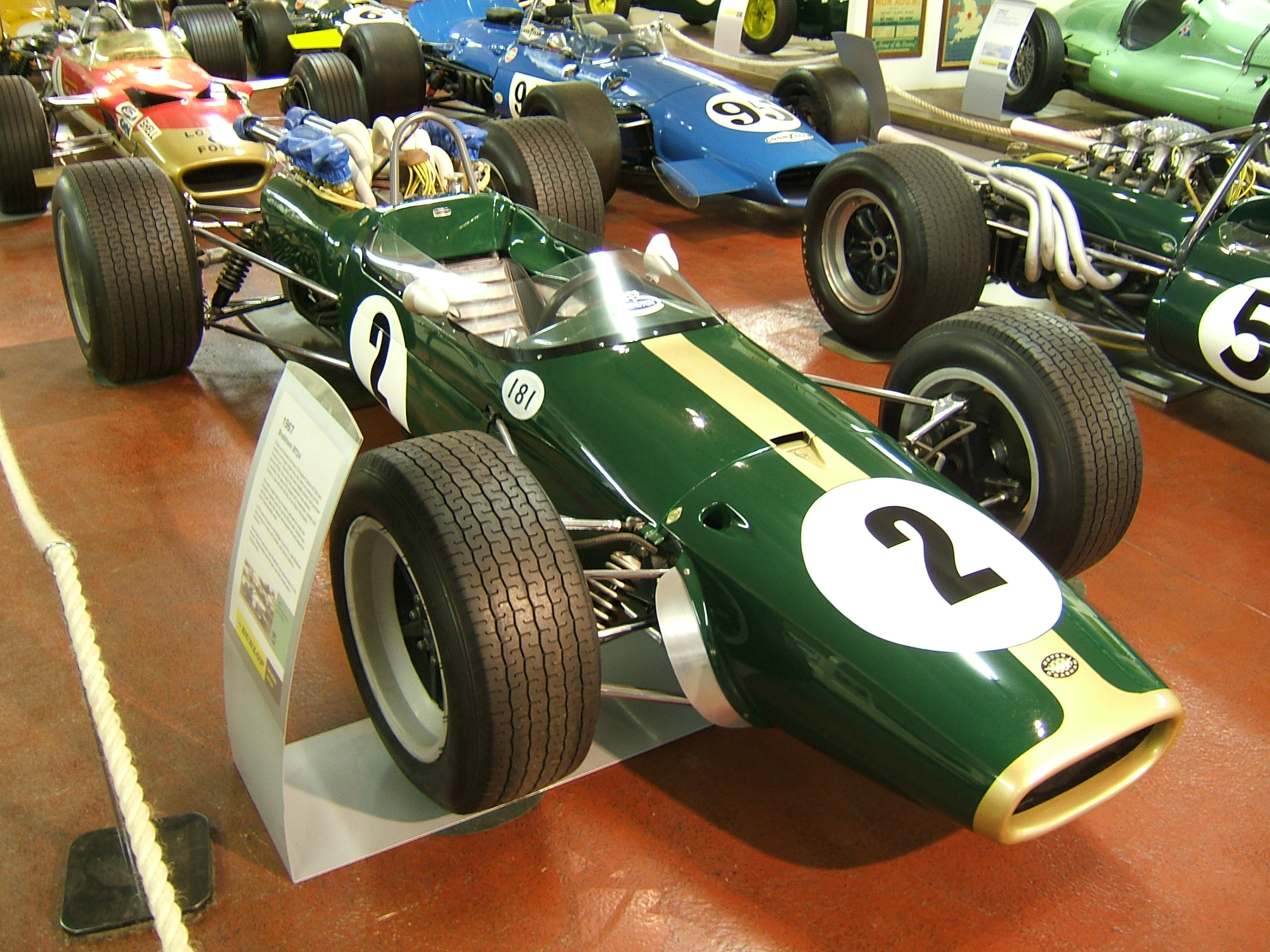
Une Brabham BT24 à moteur Repco. Adaptant un étroit V8 à échappement central sur un châssis dérivé de la Formule 2, Ron Tauranac a réalisé une monoplace extrêmement compacte.

Jack Brabham et Denny Hulme disposent tous deux des nouvelles BT24 à châssis multitubulaire, dérivées de la BT23 de Formule 2 également conçue par Ron Tauranac. Très compactes, elles sont motorisées par un V8 Repco. Dans sa version à échappement central, ce moteur à simples arbres à cames en tête, alimenté par un système d'injection mécanique Lucas, développe 330 chevaux à 8000 tr/min. Dotées d'une boîte de vitesses Hewland DG300 à cinq rapports, les BT24 pèsent 510 kg à vide. Les Brabham utilisent des pneus Goodyear.
- Brabham BT11 privée

L'ancien champion motocycliste Bob Anderson pilote une nouvelle fois son ancienne Brabham BT11, dotée d'un antique moteur quatre cylindres Climax FPF de 2,7 litres, d'une puissance de l'ordre de 260 chevaux à 6800 tr/min. Il utilise des pneus Firestone.
- Ferrari 312 "Usine"

Déjà très affectée par la disparition de son premier pilote Lorenzo Bandini lors du Grand Prix de Monaco, la Scuderia Ferrari est désormais privée des services de Mike Parkes, ingénieur et metteur au point, qui s'est grièvement blessé peu après le départ du Grand Prix de Belgique. Choqué par ces accidents successifs, Ludovico Scarfiotti a paru démotivé aux yeux des dirigeants de l'écurie italienne, qui l'a écarté de l'équipe de Formule 1, le cantonnant au programme d'endurance et au championnat d'Europe de la montagne. Chris Amon aura ainsi le choix entre sa 312/67 habituelle et celle de son ex-coéquipier. Pesant 550 kg à vide, ces monoplaces à structure monocoque sont dotées d'un moteur V12 à double arbre à cames en tête, avec distribution à trois soupapes par cylindre. Alimenté par un système d'injection indirecte Lucas, il fournit 390 chevaux à 10000 tr/min, la transmission étant assurée par une boîte de vitesses à cinq rapports. Les Ferrari utilisent des pneus Firestone. 
- Cooper T81 "Usine"

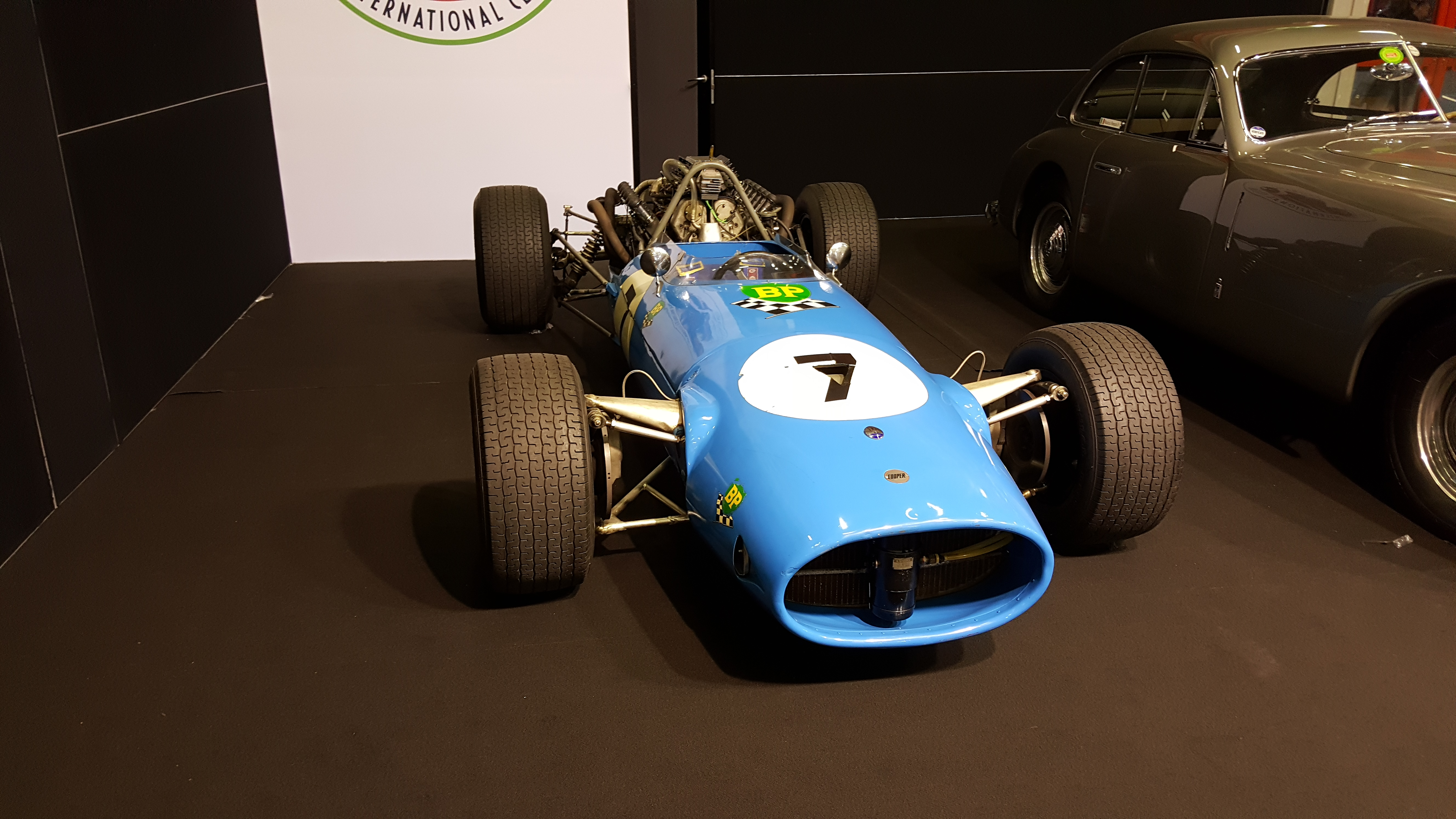
La Cooper T81 à moteur V12 Maserati de Guy Ligier.

La nouvelle T86 conçue par le constructeur de Surbiton n 'est pas encore tout à fait prêt aussi l'équipe britannique aligne-t-elle les mêmes voitures qu'à Francorchamps : deux T81 de la saison précédente ainsi qu'une évolution allégée (T81B), dont dispose Jochen Rindt. Son coéquipier Pedro Rodríguez pilote l'un des deux modèles de 1966, l'autre servant de mulet. Ces voitures à châssis monocoque sont animées par un moteur V12 Maserati dont la conception remonte à plus de dix ans. Alimenté par un système d'injection Lucas et pourvu d'un double allumage, il développe 360 chevaux à 9000 tr/min. Ces monoplaces sont handicapées par leur poids relativement élevé (640 kg pour les versions 1966, avec boîte cinq vitesses ZF, 620 pour la version la plus récente, dotée d'une boîte «cinq» Hewland). Les Cooper utilisent des pneus Firestone.
- Cooper T81 privées

Le Rob Walker engage une Cooper-Maserati T81 pour Joseph Siffert, le pilote indépendant Guy Ligier s'alignant sur sa T81 personnelle. Initialement inscrit sur une voiture identique, Joakim Bonnier, sans moteur depuis la casse de son V12 à Francorchamps, est absent. Les T81 privées utilisent également des pneus Firestone. Elles ne bénéficient pas de la dernière évolution du V12 Maserati mais d'une version à simple allumage, donnée pour 330 chevaux.
- BRM P83 & P115 "Usine"

Brièvement testée par Jackie Stewart à Zandvoort, la nouvelle P115 est de nouveau présente, mais elle manque de roulage et le pilote écossais pourra aussi disposer de son habituelle P83 qui lui a valu la deuxième place au Grand Prix de Belgique. Son coéquipier Mike Spence pilote un modèle identique. Ces trois voitures, à structure monocoque, sont équipées d'un volumineux moteur à 16 cylindres en H, reprenant des éléments des anciens V8 de la F1 1500 cm3. Alimenté par un système d'injection indirecte Lucas, il développe 400 chevaux à 10000 tr/min. C'est l'un des plus puissants moteurs actuels dans cette catégorie, mais aussi le plus lourd, son poids avoisinant les 250 kg. Bien qu'affinée et allégée de 35 kg par rapport à sa devancière, la P115 accuse 665 kg à vide sur la balance et fait partie des monoplaces les plus lourdes du plateau. Elle reprend les principaux éléments mécaniques de la P83, dont la boîte de vitesses à six rapports, conçue et réalisée en interne. Les BRM H16 utilisent des pneus Goodyear.
- BRM P261 privée

Pour ce circuit tortueux, l'écurie dirigée par Tim Parnell avec le soutien de l'usine a préféré confier à Chris Irwin sa petite P261 (500 kg, moteur V8 de deux litres, 270 chevaux) plutôt que la lourde P83 dont elle pouvait disposer. La P261 est chaussée de pneus Firestone.
- Lotus 49 "Usine"

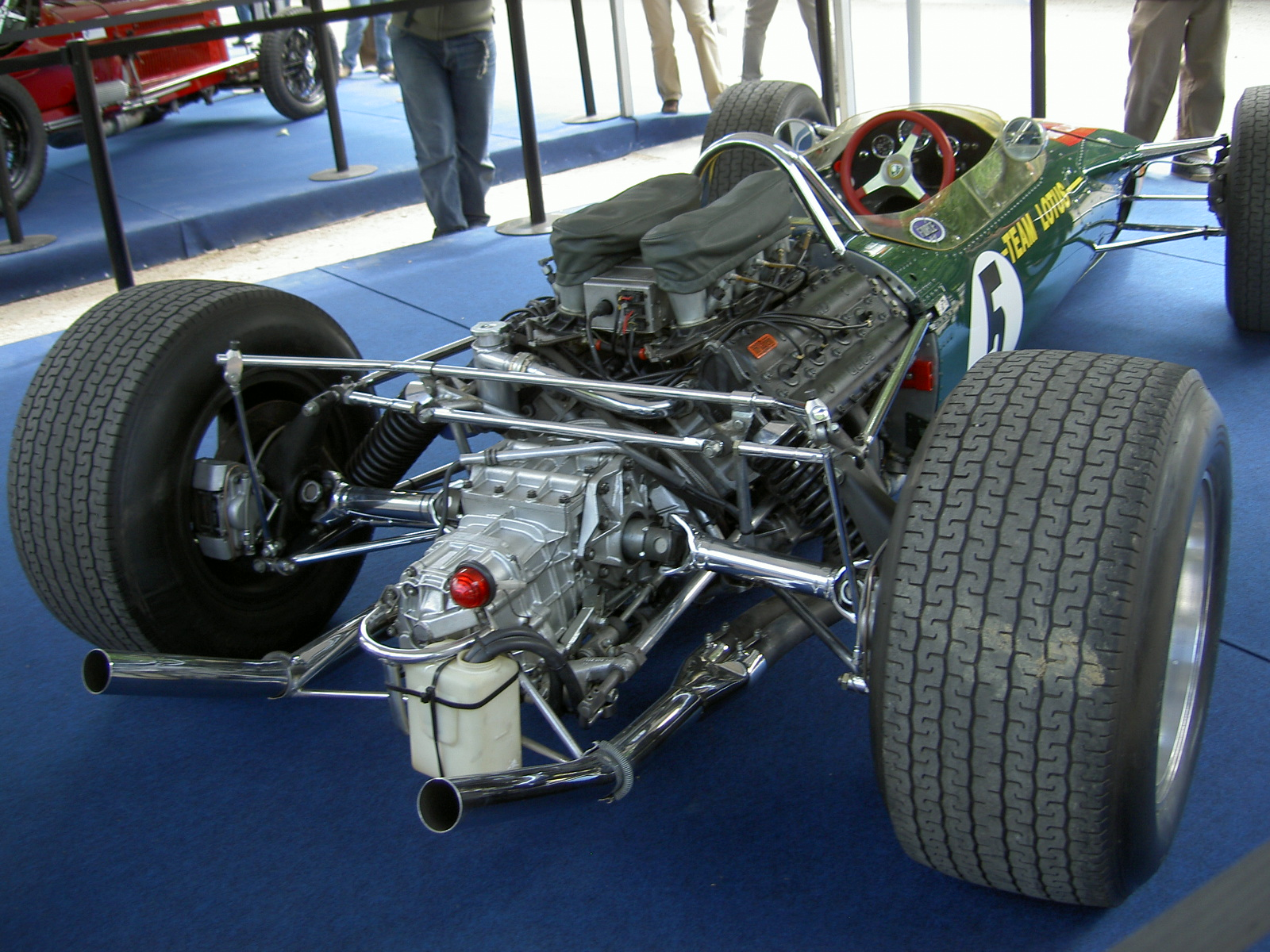
La Lotus 49, à moteur V8 porteur.

Inaugurant le principe du moteur porteur, la Lotus 49 est le fruit d'une collaboration étroite entre Colin Chapman, pour la partie châssis, et Keith Duckworth, pour le moteur, sous le patronage de Ford. Ne pesant que 168 kg, embrayage et accessoires compris, le V8 Cosworth DFV comporte un double arbre à cames en tête, avec distribution à quatre soupapes par cylindre. Il est alimenté par un système d'injection indirecte Lucas et développe 400 chevaux à 9000 tr/min. Le châssis monocoque de la Lotus ne comprend pas de berceau pour supporter le moteur, qui est directement boulonné à l'arrière du cockpit. La transmission est assurée par une boîte cinq vitesses ZF. L'ensemble pèse 510 kg à vide. Jim Clark et Graham Hill pilotent leurs voitures habituelles, chaussées de pneus Firestone.
- Eagle T1G "Usine"

Dan Gurney pilote son Eagle T1G, dont le châssis monocoque est réalisé à partir de titane et de magnésium, avec laquelle il vient de remporter le Grand Prix de Belgique. Son moteur V12 Weslake, à double arbre à cames en tête et 48 soupapes, développe 410 chevaux à 10000 tr/min. Dotée d'une boîte cinq vitesses Hewland, elle pèse 525 kg à vide, 50 kg de moins que son habituelle voiture de réserve, de conception identique mais à coque en aluminium, confiée pour la circonstance à Bruce McLaren (dont la future voiture n'est pas prête, le futur V12 BRM manquant encore de mise au point). Les Eagle utilisent des pneus Goodyear.
- Honda RA273 "Usine"

Après les casses répétées de ses moteurs V12, le constructeur japonais a déclaré forfait pour l'épreuve mancelle, John Surtees se consacrant à d'intensives séances de mise au point en préparation du prochain Grand Prix de Grande-Bretagne.
- Matra MS7 "Usine"

Afin de pallier le faible nombre de participants, les dirigeants de l'ACF ont sollicité la présence Jean-Pierre Beltoise et Johnny Servoz-Gavin, les deux pilotes de Matra Sports étant invités à participer au volant de MS7 de Formule 2, à moteur Cosworth FVA. Cet engagement nécessitant un lestage des monoplaces pour atteindre les 500 kg réglementaires, l'opération n'a pu se réaliser, l'équipe française étant alors en cours de préparation de ces mêmes monoplaces pour Beltoise et Stewart, en vue de la troisième manche des Trophées de France de Formule 2, devant se disputer le 9 juillet à Rouen.

## Coureurs inscrits

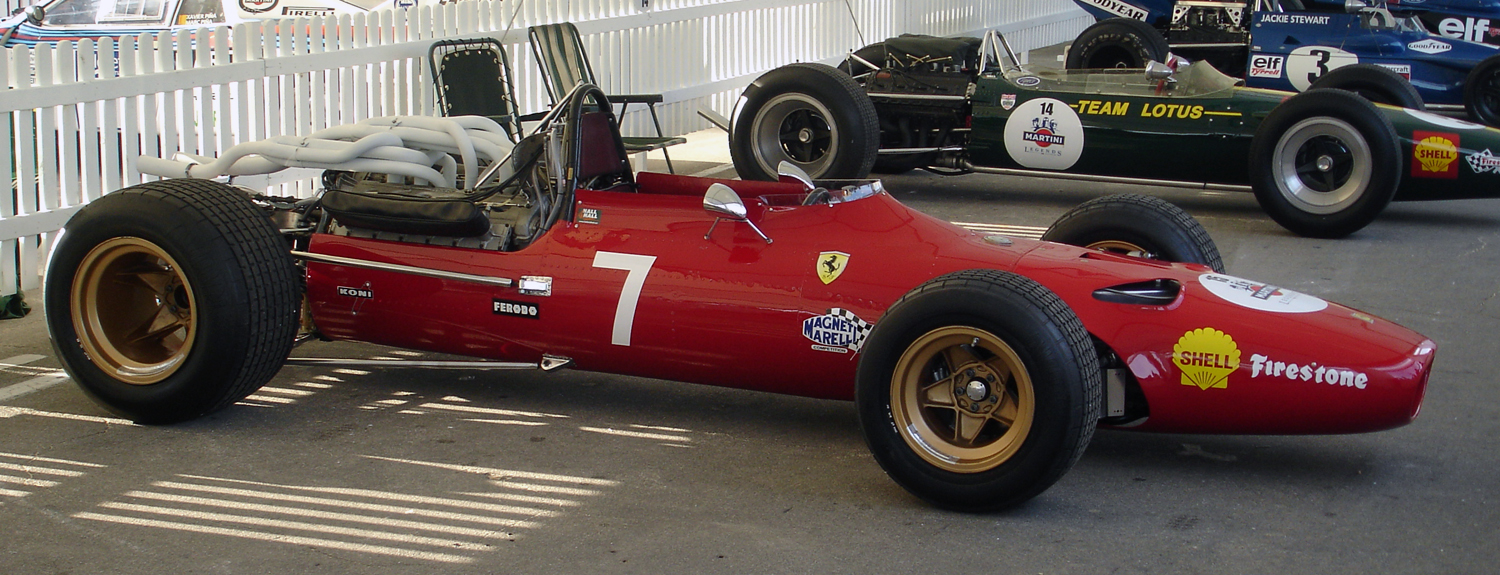
Une Ferrari 312 semblable à celle de Chris Amon. Scarfiotti étant absent, une seule Ferrari participera à la course.

| no  | Pilote               | Écurie                      | Constructeur | Modèle           | N° châssis | Moteur                 | Pneumatiques |
| --- | -------------------- | --------------------------- | ------------ | ---------------- | ---------- | ---------------------- | ------------ |
| 1   | Ludovico Scarfiotti  | SpA Ferrari SEFAC           | Ferrari      | Ferrari 312/67   | 312/0005   | Ferrari 242 V12        | F            |
| 2   | Chris Amon           | SpA Ferrari SEFAC           | Ferrari      | Ferrari 312/67   | 312/0005   | Ferrari 242 V12        | F            |
| 2T  | Chris Amon           | SpA Ferrari SEFAC           | Ferrari      | Ferrari 312/67   | 312/0003   | Ferrari 242 V12        | F            |
| 3   | Jack Brabham         | Brabham Racing Organisation | Brabham      | Brabham BT24     | BT24/1     | Repco 740 V8           | G            |
| 4   | Denny Hulme          | Brabham Racing Organisation | Brabham      | Brabham BT24     | BT24/2     | Repco 740 V8           | G            |
| 5   | John Surtees         | Honda R&D Company           | Honda        | Honda RA273      | F102       | Honda RA273E V12       | G            |
| 6   | Jim Clark            | Team Lotus                  | Lotus        | Lotus 49         | 49 R2      | Ford Cosworth DFV V8   | F            |
| 7   | Graham Hill          | Team Lotus                  | Lotus        | Lotus 49         | 49 R1      | Ford Cosworth DFV V8   | F            |
| 8   | Bruce McLaren        | Anglo-American Racers       | Eagle        | Eagle T1G        | 102        | Weslake 58 V12         | G            |
| 9   | Dan Gurney           | Anglo-American Racers       | Eagle        | Eagle T1G        | 104        | Weslake 58 V12         | G            |
| 10  | Jackie Stewart       | Owen Racing Organisation    | BRM          | BRM P83 BRM P261 | 8303 2614  | BRM P75 H16 BRM P60 V8 | G F          |
| 10T | Jackie Stewart       | Owen Racing Organisation    | BRM          | BRM P115         | 1151       | BRM P75 H16            | G            |
| 11  | Mike Spence          | Owen Racing Organisation    | BRM          | BRM P83          | 8302       | BRM P75 H16            | G            |
| 12  | Jochen Rindt         | Cooper Car Company          | Cooper       | Cooper T81 B     | F1-1-67    | Maserati 9/F1 V12      | F            |
| 12T | Jochen Rindt         | Cooper Car Company          | Cooper       | Cooper T81       | F1-3-66    | Maserati 9/F1 V12      | F            |
| 14  | Pedro Rodríguez      | Cooper Car Company          | Cooper       | Cooper T81       | F1-6-66    | Maserati 9/F1 V12      | F            |
| 15  | Chris Irwin          | Reg Parnell Racing          | BRM          | BRM P261 BRM P83 | 2614 8303  | BRM P60 V8 BRM P75 H16 | F G          |
| 16  | Guy Ligier           | Privé                       | Cooper       | Cooper T81       | F1-7-66    | Maserati 9/F1 V12      | F            |
| 17  | Bob Anderson         | DW Racing Enterprises       | Brabham      | Brabham BT11     | F1-5-64    | Coventry Climax FPF L4 | F            |
| 18  | Joseph Siffert       | Rob Walker/Jack Durlacher   | Cooper       | Cooper T81       | F1-2-66    | Maserati 9/F1 V12      | F            |
| 19  | Joakim Bonnier       | Joakim Bonnier Racing Team  | Cooper       | Cooper T81       | F1-5-66    | Maserati 9/F1 V12      | F            |
| 20  | Jean-Pierre Beltoise | Matra Sports                | Matra        | Matra MS7        | MS7/01     | Ford Cosworth FVA L4   | D            |
| 21  | Johnny Servoz-Gavin  | Matra Sports                | Matra        | Matra MS7        | MS7/02     | Ford Cosworth FVA L4   | D            |

- La lettre T accolée au numéro désigne la voiture de réserve («Test car», en anglais).

## Qualifications
Deux séances qualificatives d'une heure et demie chacune sont prévues, le vendredi et le samedi après-midi précédant la course.

### Première séance - vendredi 30 juin
Il fait très chaud lorsque commence la première session qualificative, le vendredi après-midi, devant un public peu nombreux. Le camion du Team Lotus est resté bloqué en douane à Dieppe (sous prétexte que les documents nécessaires ont été émis par le port de Boulogne), réduisant Jim Clark et Graham Hill au rôle de spectateurs ! Le matin, Jackie Stewart a effectué quelques tours au volant de la BRM P115 mais la voiture souffre d'un problème de refroidissement aussi l'équipe préfère-t-elle s'en tenir au modèle de l'année précédente. La séance est dominée par les pilotes Brabham, le pilote-constructeur australien établissant le meilleur temps à 162,6 km/h de moyenne, devançant d'un dixième de seconde son coéquipier Denny Hulme et de deux dixièmes Dan Gurney (Eagle). Les voitures les plus lourdes ne se sont pas montrées très à l'aise sur ce tracé tortueux ; malgré les 400 chevaux de sa Ferrari, Chris Amon échoue à près d'une seconde et demie de Brabham. Il obtient néanmoins le quatrième temps, juste devant Chris Irwin, auteur d'une très belle performance sur sa modeste BRM à moteur «deux litres». L'espoir britannique s'est montré nettement plus rapide que les pilotes officiels de l'équipe BRM, sur leurs imposantes monoplaces à moteur 16 cylindres.
| Pos. | Pilote          | Écurie          | Temps        | Écart    |
| ---- | --------------- | --------------- | ------------ | -------- |
| 1    | Jack Brabham    | Brabham-Repco   | 1 min 37 s 9 |          |
| 2    | Denny Hulme     | Brabham-Repco   | 1 min 38 s 0 | + 0 s 1  |
| 3    | Dan Gurney      | Eagle-Weslake   | 1 min 38 s 1 | + 0 s 2  |
| 4    | Chris Amon      | Ferrari         | 1 min 39 s 3 | + 1 s 4  |
| 5    | Chris Irwin     | BRM             | 1 min 39 s 4 | + 1 s 5  |
| 6    | Bruce McLaren   | Eagle-Weslake   | 1 min 40 s 2 | + 2 s 3  |
| 7    | Jackie Stewart  | BRM             | 1 min 40 s 3 | + 2 s 4  |
| 8    | Mike Spence     | BRM             | 1 min 40 s 3 | + 2 s 4  |
| 9    | Jochen Rindt    | Cooper-Maserati | 1 min 41 s 5 | + 3 s 6  |
| 10   | Pedro Rodríguez | Cooper-Maserati | 1 min 42 s 1 | + 4 s 2  |
| 11   | Joseph Siffert  | Cooper-Maserati | 1 min 44 s 9 | + 7 s 0  |
| 12   | Guy Ligier      | Cooper-Maserati | 1 min 48 s 6 | + 10 s 7 |
| 13   | Bob Anderson    | Brabham-Climax  | 2 min 00 s 1 | + 22 s 2 |

### Deuxième séance - samedi1erjuillet

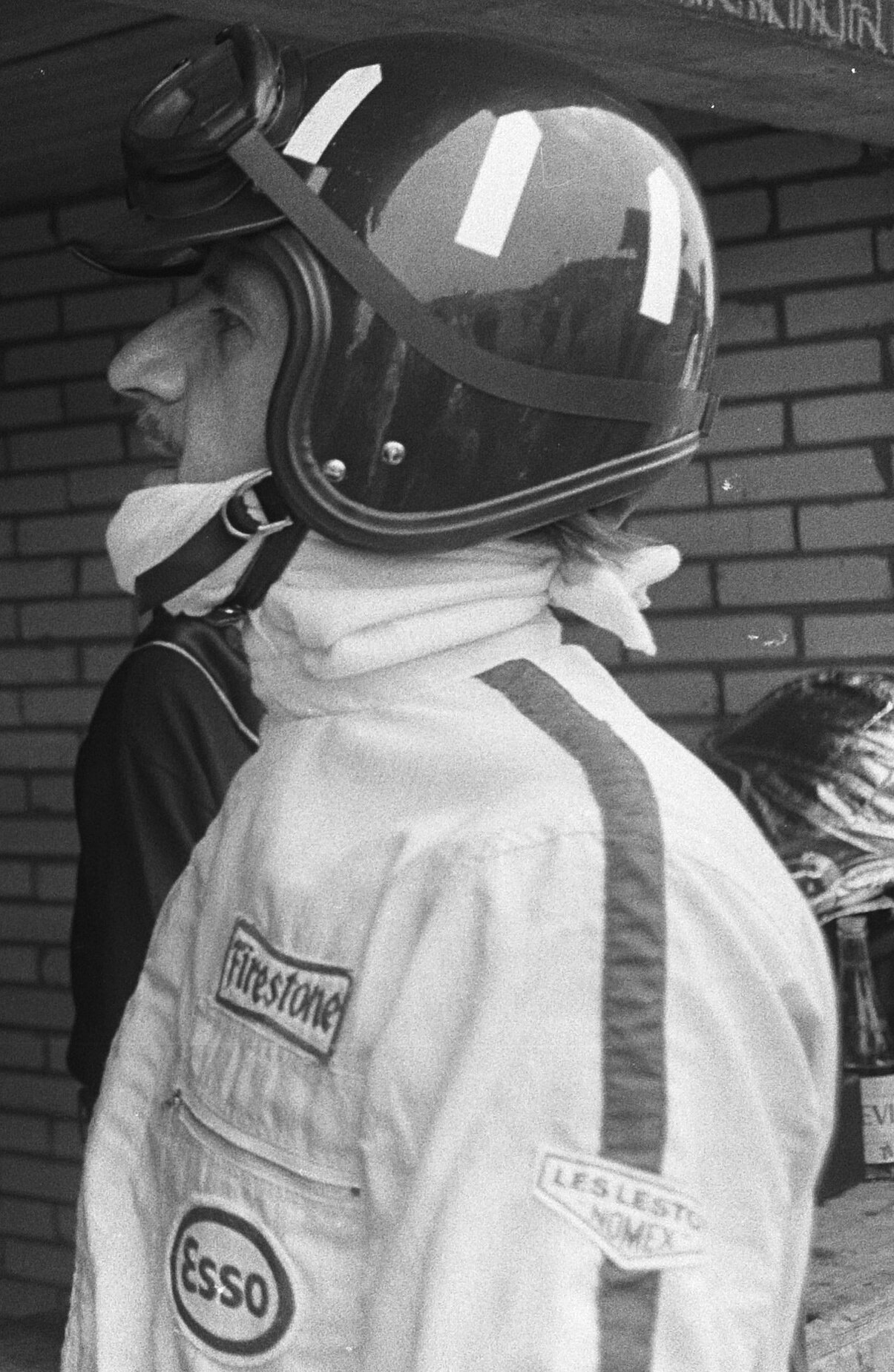
Graham Hill a obtenu la pole position dans les dernières minutes des qualifications.

Il fait de nouveau une chaleur caniculaire le samedi après-midi, pour la deuxième séance d'essais officiels. Les Lotus sont enfin arrivées, mais les mécaniciens ont disposé de très peu de temps pour leur préparation et, lorsque la session débute, les V8 des deux monoplaces ne tournent pas très rond. Devant la performance réalisée le vendredi par Irwin, l'équipe BRM a demandé à Tim Parnell de céder sa voiture à Stewart, le jeune Anglais se retrouvant au volant de la seize cylindres de l'Écossais. Brabham se met une nouvelle fois en évidence et occupe le haut de l'affiche ; le pilote australien va établir un nouveau temps de référence, à 165,3 km/h de moyenne. Deuxième, Gurney est relégué à plus d'une demi-seconde. Malgré de continus problèmes de carburation, Clark tire le meilleur parti de son agile Lotus, concédant à peine plus d'une seconde au champion du monde et parvenant à devancer l'Eagle de Bruce McLaren. Sur la petite BRM, Stewart a amélioré son temps de la veille mais, malgré ses efforts, n'est pas parvenu à égaler le temps réalisé par Irwin sur cette même voiture et n'a réalisé que neuvième chrono. Handicapé par un moteur ne tournant que sur sept cylindres durant la majeure partie de la séance, Hill se retrouve dans les dernières minutes avec un moteur tournant parfaitement. Il réalise aussitôt un tour à 165,5 km/h, soufflant in extremis, pour un dixième de seconde, la pole position à Brabham. Hill s'élancera donc à la corde de la première ligne de la grille de départ, au côté de Brabham et Gurney, Clark et McLaren se partageant la deuxième ligne.
| Pos. | Pilote          | Écurie          | Temps        | Écart   |
| ---- | --------------- | --------------- | ------------ | ------- |
| 1    | Graham Hill     | Lotus-Ford      | 1 min 36 s 2 |         |
| 2    | Jack Brabham    | Brabham-Repco   | 1 min 36 s 3 | + 0 s 1 |
| 3    | Dan Gurney      | Eagle-Weslake   | 1 min 37 s 0 | + 0 s 8 |
| 4    | Jim Clark       | Lotus-Ford      | 1 min 37 s 5 | + 1 s 3 |
| 5    | Bruce McLaren   | Eagle-Weslake   | 1 min 37 s 6 | + 1 s 4 |
| 6    | Denny Hulme     | Brabham-Repco   | 1 min 37 s 9 | + 1 s 7 |
| 7    | Chris Amon      | Ferrari         | 1 min 38 s 0 | + 1 s 8 |
| 8    | Jochen Rindt    | Cooper-Maserati | 1 min 38 s 9 | + 2 s 7 |
| 9    | Jackie Stewart  | BRM             | 1 min 39 s 6 | + 3 s 4 |
| 10   | Joseph Siffert  | Cooper-Maserati | 1 min 40 s 1 | + 3 s 9 |
| 11   | Chris Irwin     | BRM             | 1 min 40 s 2 | + 4 s 0 |
| 12   | Pedro Rodríguez | Cooper-Maserati | 1 min 40 s 5 | + 4 s 3 |
| 13   | Mike Spence     | BRM             | 1 min 41 s 1 | + 4 s 9 |
| 14   | Bob Anderson    | Brabham-Climax  | 1 min 44 s 9 | + 8 s 7 |
| 15   | Guy Ligier      | Cooper-Maserati | 1 min 45 s 2 | + 9 s 0 |

### Tableau final des qualifications
| Pos. | Pilote          | Écurie          | Temps        | Écart   | Commentaire               |
| ---- | --------------- | --------------- | ------------ | ------- | ------------------------- |
| 1    | Graham Hill     | Lotus-Ford      | 1 min 36 s 2 |         | temps réalisé le samedi   |
| 2    | Jack Brabham    | Brabham-Repco   | 1 min 36 s 3 | + 0 s 1 | temps réalisé le samedi   |
| 3    | Dan Gurney      | Eagle-Weslake   | 1 min 37 s 0 | + 0 s 8 | temps réalisé le samedi   |
| 4    | Jim Clark       | Lotus-Ford      | 1 min 37 s 5 | + 1 s 3 | temps réalisé le samedi   |
| 5    | Bruce McLaren   | Eagle-Weslake   | 1 min 37 s 6 | + 1 s 4 | temps réalisé le samedi   |
| 6    | Denny Hulme     | Brabham-Repco   | 1 min 37 s 9 | + 1 s 7 | temps réalisé le samedi   |
| 7    | Chris Amon      | Ferrari         | 1 min 38 s 0 | + 1 s 8 | temps réalisé le samedi   |
| 8    | Jochen Rindt    | Cooper-Maserati | 1 min 38 s 9 | + 2 s 7 | temps réalisé le samedi   |
| 9    | Chris Irwin     | BRM             | 1 min 39 s 4 | + 3 s 2 | temps réalisé le vendredi |
| 10   | Jackie Stewart  | BRM             | 1 min 39 s 6 | + 3 s 4 | temps réalisé le samedi   |
| 11   | Joseph Siffert  | Cooper-Maserati | 1 min 40 s 1 | + 3 s 9 | temps réalisé le samedi   |
| 12   | Mike Spence     | BRM             | 1 min 40 s 3 | + 4 s 1 | temps réalisé le vendredi |
| 13   | Pedro Rodríguez | Cooper-Maserati | 1 min 40 s 5 | + 4 s 3 | temps réalisé le samedi   |
| 14   | Bob Anderson    | Brabham-Climax  | 1 min 44 s 9 | + 8 s 7 | temps réalisé le samedi   |
| 15   | Guy Ligier      | Cooper-Maserati | 1 min 45 s 2 | + 9 s 0 | temps réalisé le samedi   |

## Grille de départ
| 1re ligne | Pos. 3                        |                            | Pos. 2                    |                               | Pos. 1                      |
|           | Gurney Eagle 1 min 37 s 0     |                            | Brabham 1 min 36 s 3      |                               | G. Hill Lotus 1 min 36 s 2  |
| 2e ligne  |                               | Pos. 5                     |                           | Pos. 4                        |                             |
|           |                               | McLaren Eagle 1 min 37 s 6 |                           | Clark Lotus 1 min 37 s 5      |                             |
| 3e ligne  | Pos. 8                        |                            | Pos. 7                    |                               | Pos. 6                      |
|           | Rindt Cooper 1 min 38 s 9     |                            | Amon Ferrari 1 min 38 s 0 |                               | Hulme Brabham 1 min 37 s 9  |
| 4e ligne  |                               | Pos. 10                    |                           | Pos. 9                        |                             |
|           |                               | Stewart BRM 1 min 39 s 6   |                           | Irwin Lotus 1 min 39 s 4      |                             |
| 5e ligne  | Pos. 13                       |                            | Pos. 12                   |                               | Pos. 11                     |
|           | Rodríguez Cooper 1 min 40 s 5 |                            | Spence BRM 1 min 40 s 3   |                               | Siffert Cooper 1 min 40 s 1 |
| 6e ligne  |                               | Pos. 15                    |                           | Pos. 14                       |                             |
|           |                               | Ligier Cooper 1 min 45 s 2 |                           | Anderson Brabham 1 min 44 s 9 |                             |

## Déroulement de la course
N'ayant pu corriger le problème de pompe à essence affectant la voiture de Clark, les mécaniciens du Team Lotus ont changé le moteur durant la nuit. Après une averse matinale, le soleil est revenu et a très rapidement séché la piste. Le ciel est totalement dégagé lorsque les monoplaces viennent se placer sur la grille, devant seulement 20 000 spectateurs. Sur sa Lotus, Graham Hill est le plus prompt à s'élancer ; il négocie en tête la courbe Dunlop et, malgré une attaque de Dan Gurney (Eagle) au freinage, le Britannique conserve l'avantage dans l'épingle de La Chapelle. Il va repasser devant les stands avec une demi-seconde d'avance sur l'Américain, suivi à égale distance du pilote-constructeur Jack Brabham, qui emmène un groupe de chasse comprenant la Lotus de Jim Clark et la Ferrari de Chris Amon. Ayant manqué son départ, Denny Hulme (sur la deuxième Brabham), n'occupe que le neuvième rang. Brabham attaque et déborde tout d'abord Gurney, avant de piquer Hill au freinage du esse du Parking Bleu, s'emparant du commandement de la course. Son coéquipier Hulme a déjà regagné trois places, ayant successivement dépassé les Cooper de Pedro Rodríguez et de Jochen Rindt puis l'Eagle de Bruce McLaren. En tête, Brabham ne parvient pas à se détacher de Hill, bientôt rejoint par son coéquipier Clark qui a facilement doublé Gurney. À la fin du troisième tour, les trois premiers sont groupés en une seconde. Au suivant, les écarts sont les mêmes mais les deux pilotes Lotus ont échangé leurs positions. Une boucle plus tard, Clark a pris la tête, avec une seconde d'avance sur Brabham. Les Lotus sont nettement plus rapides que leurs rivales et au septième tour Hill déborde également Brabham, après avoir établi un nouveau record de la piste à 164,6 km/h de moyenne. L'Australien tente de s'accrocher à son sillage, mais les deux leaders, qui roulent désormais de concert, prennent bientôt le large. Après dix tours, leur avance sur le champion du monde dépasse les six secondes. Gurney est une seconde plus loin, devant Hulme et Amon qui se livrent un beau duel pour la cinquième place. À environ vingt-cinq secondes de Clark, le trio Rindt/McLaren/Rodríguez est déjà nettement distancé. Hill reprend la tête lorsqu'une vitesse saute sur la voiture de Clark, les deux hommes restant roues dans roues. Ils continuent à distancer Brabham et Gurney. Ils ont porté leur avance à onze secondes lorsque, à la fin du quatorzième tour, Clark repasse seul devant les tribunes, la Lotus de Hill s'etant immobilisée, couple conique cassé. L'abandon de son coéquipier incite Clark à lever légèrement le pied, le pilote écossais se contentant désormais de préserver son avance. Au quart de la course, Brabham et Gurney, qui donnent le maximum, sont à un peu plus de treize secondes de la Lotus. En pleine bagarre pour la quatrième place, accusent plus d'une demi-minute de retard sur l'homme de tête. Rindt a effectué un tête-à-queue et a rétrogradé à la huitième place, derrière Rodríguez et McLaren. Il est suivi à distance par la BRM de Jackie Stewart alors que Joseph Siffert, dixième au volant de la Cooper de Rob Walker, compte déjà un tour de retard.

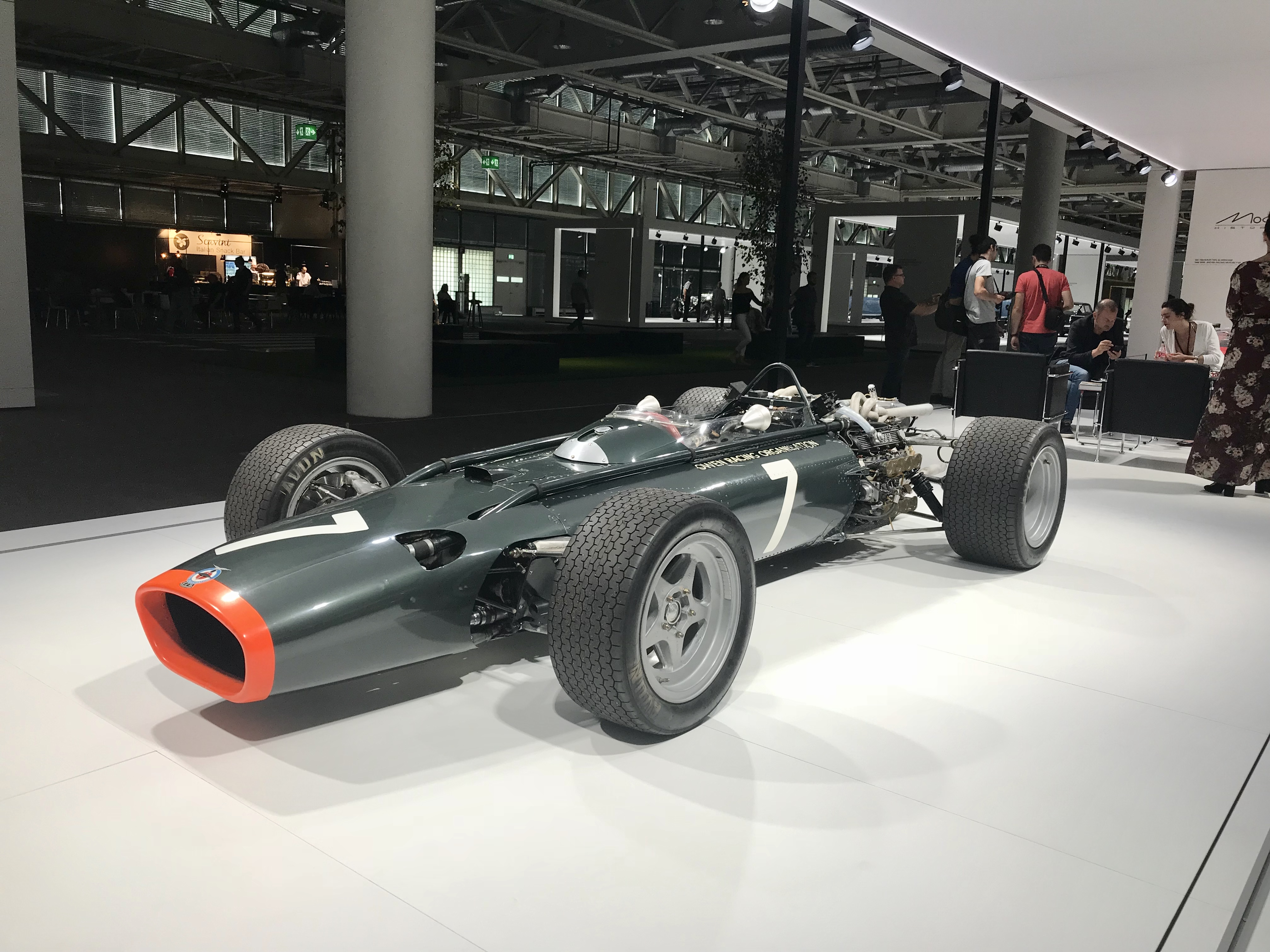
Une imposante BRM P83 à moteur 16 cylindres semblable à celle confiée à Chris Irwin. Une fuite d'huile en fin de course a privé l'espoir britannique d'une belle quatrième place.

Hulme a perdu la boule de son levier de vitesses et doit désormais changer de rapport en manipulant la barre. Au vingt-deuxième tour, Amon le dépasse pour le gain de la quatrième place. Peu après, Clark regagne son stand et abandonne, le couple conique ayant également fini par lâcher. Toujours menacé par Gurney, Brabham retrouve le commandement de la course. Ils possèdent alors trente secondes d'avance sur Amon et Hulme, quarante-cinq sur Rodríguez et cinquante sur Rindt qui a doublé McLaren, dont le moteur a des ratés et qui ne va pas tarder à renoncer, allumage défectueux. Stewart hérite alors de la septième place, très loin devant Siffert. Bien que revenant régulièrement dans les roues de Brabham dans les lignes droites, Gurney ne semble pas en mesure de le déborder, l'Australien reprenant ses distances en sortie de courbe. Bien que handicapé pour changer de vitesse, Hulme parvient à reprendre l'avantage sur Amon. Peu après, Rindt abandonne, un piston de son V12 Maserati ayant cédé. Alors qu'on arrive à la mi-course, le moteur de Gurney commence à perdre de sa puissance et l'Américain perd aussitôt le contact avec le leader. Il ne parviendra pas à boucler le tour suivant, moteur définitivement coupé à cause d'un raccord de canalisation d'essence cassé. Brabham possède maintenant une cinquantaine de secondes avance sur son coéquipier, qui a légèrement distancé Amon. Désormais quatrième, Rodríguez est à une vingtaine de secondes de la Ferrari. Cinquième, Stewart a plus d'un tour de retard alors que Siffert, sixième, est en passe de se faire doubler une deuxième fois. Le champion du monde, ne pouvant plus être inquiété, a sagement levé le pied et l'intérêt de la course se reporte sur la lutte pour la deuxième place, entre Hulme et Amon, ce dernier ne comptant alors qu'une poignée de secondes de retard sur son compatriote. Cependant, les espoirs de Ferrari vont bientôt être réduits à néant, la casse du câble d'accélérateur immobilisant la monoplace italienne au cours du quarante-huitième tour. La troisième place aurait dû échoir à Rodríguez, mais le pilote mexicain  s'arrête à ce moment au stand, l'essence inondant son cockpit ; ses mécaniciens parviendront à effectuer une réparation de fortune, lui permettant de reprendre la course, avec toutefois quatre tours de retard. Bien qu'attardé, Stewart est donc maintenant troisième, alors que Siffert, quatrième compte un tour de retard supplémentaire sur lui. Auteur d'une course courageuse sur la BRM à 16 cylindres, bien trop lourde pour ce type de circuit, Chris Irwin occupe une surprenante cinquième place. Il ne reste plus que sept voitures en course, toutes roulant isolément, seulement six d'entre elles pouvant être classées car Guy Ligier accuse à ce moment neuf tours de retard après de multiples arrêts pour tenter de décoincer la pédale d'accélérateur de sa Cooper.
À l'exception d'un problème de batterie obligeant Siffert à couper sa pompe à essence, la dernière partie de la course sera sans surprise, Brabham et Hulme étant seuls dans le même tour. Sans forcer, Stewart assure sa troisième place. Avec un moteur ne donnant plus toute sa puissance, Siffert ne peut empêcher Irwin de revenir sur lui, le jeune Britannique s'emparant de la quatrième place lors de son cinquante-huitième tour. Sans enjeu, la dernière demi-heure s'avère particulièrement monotone. Sans rivales depuis l'abandon de Gurney, les Brabham réalisent le doublé, le champion du monde obtenant sa première grande victoire de la saison (il avait en avril remporté le Spring Trophy, à Oulton Park, mais l'épreuve ne comptait pas pour le championnat). Malgré un moteur surchauffant, Stewart termine à une heureuse troisième place. Irwin a dû s'arrêter en vue de l'arrivée, le moteur de sa BRM, qui perdait régulièrement de l'huile depuis quelques tours, commençant à serrer. Il perd sa quatrième place au profit de Siffert mais sera néanmoins classé cinquième devant Rodríguez, très attardé. Grâce à sa deuxième place, Hulme conforte sa place en tête du championnat du monde, avec six points d'avance sur son coéquipier et patron Brabham, désormais second du classement provisoire.

### Classements intermédiaires
Classements intermédiaires des monoplaces aux premier, deuxième, troisième, quatrième, cinquième, huitième, dixième, douzième, quinzième, vingtième, vingt-deuxième, vingt-cinquième, trentième, quarantième, quarante-cinquième, cinquantième, soixantième et soixante-dixième tours,.

### Classement de la course

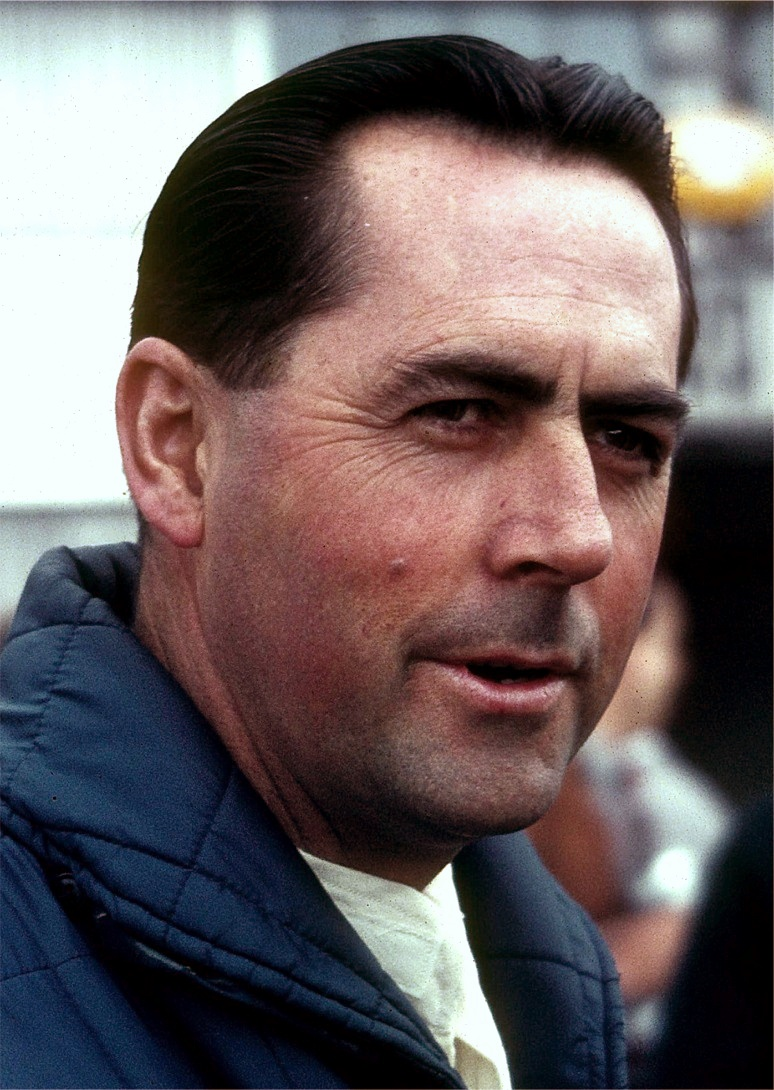
Jack Brabham a signé au Mans sa troisième victoire au Grand Prix de l'ACF.

| Pos  | N° | Pilote          | Écurie          | Tours | Temps/Abandon                  | Grille | Points |
| ---- | -- | --------------- | --------------- | ----- | ------------------------------ | ------ | ------ |
| 1    | 3  | Jack Brabham    | Brabham-Repco   | 80    | 2 h 13 min 21 s 3              | 2      | 9      |
| 2    | 4  | Denny Hulme     | Brabham-Repco   | 80    | 2 h 14 min 10 s 8 (+ 49 s 5)   | 6      | 6      |
| 3    | 10 | Jackie Stewart  | BRM             | 79    | 2 h 14 min 26 s 9 (+ 1 tour)   | 10     | 4      |
| 4    | 18 | Jo Siffert      | Cooper-Maserati | 77    | 2 h 14 min 15 s 0 (+ 3 tours)  | 11     | 3      |
| 5    | 15 | Chris Irwin     | BRM             | 76    | Moteur                         | 9      | 2      |
| 6    | 14 | Pedro Rodriguez | Cooper-Maserati | 76    | 2 h 13 min 22 s 6 (+ 4 tours)  | 13     | 1      |
| Nc   | 16 | Guy Ligier      | Cooper-Maserati | 68    | 2 h 14 min 45 s 8 (Non classé) | 15     |        |
| Abd. | 2  | Chris Amon      | Ferrari         | 47    | Problème d'accélérateur        | 7      |        |
| Abd. | 9  | Dan Gurney      | Eagle-Weslake   | 40    | Fuite d'essence                | 3      |        |
| Abd. | 12 | Jochen Rindt    | Cooper-Maserati | 33    | Piston cassé                   | 8      |        |
| Abd. | 8  | Bruce McLaren   | Eagle-Weslake   | 26    | Allumage                       | 5      |        |
| Abd. | 6  | Jim Clark       | Lotus-Ford      | 23    | Couple conique                 | 4      |        |
| Abd. | 17 | Bob Anderson    | Brabham-Climax  | 16    | Allumage                       | 14     |        |
| Abd. | 7  | Graham Hill     | Lotus-Ford      | 13    | Couple conique                 | 1      |        |
| Abd. | 11 | Mike Spence     | BRM             | 9     | Transmission                   | 12     |        |

Légende :
- Abd.=Abandon

### Pole position et record du tour
- Pole position :  Graham Hill (Lotus) en 1 min 36 s 2 (vitesse moyenne : 165,480 km/h). Temps réalisé lors de la séance d'essais du samedi 1er juillet[21].
- Meilleur tour en course :  Graham Hill (Lotus) en 1 min 36 s 7 (vitesse moyenne : 164,625 km/h) au septième tour.

#### Évolution du meilleur tour en course
Le meilleur tour fut amélioré cinq au cours de l'épreuve.

### Tours en tête
- Graham Hill : 4 tours (1 / 11-13)
- Jack Brabham : 60 tours (2-4 / 24-80)
- Jim Clark : 16 tours (5-10 / 14-23)

## Classement général à l'issue de la course
- Attribution des points : 9, 6, 4, 3, 2, 1 respectivement aux six premiers de chaque épreuve.
- Pour la coupe des constructeurs, même barème et seule la voiture la mieux classée de chaque équipe inscrit des points.
- Le championnat est divisé en deux demi-saisons, seuls les cinq meilleurs résultats (sur six épreuves) étant retenus pour la première et les quatre meilleurs (sur cinq épreuves) pour la deuxième[21].

| Pos. | Pilote              | Écurie  | Points | AFS | MON | NL | BEL | FRA | GBR | 1re ½ saison | ALL | CAN | ITA | USA | MEX | 2e ½ saison |
| ---- | ------------------- | ------- | ------ | --- | --- | -- | --- | --- | --- | ------------ | --- | --- | --- | --- | --- | ----------- |
| 1    | Denny Hulme         | Brabham | 22     | 3   | 9   | 4  | -   | 6   |     | 22           |     |     |     |     |     |             |
| 2    | Jack Brabham        | Brabham | 16     | 1   | -   | 6  | -   | 9   |     | 16           |     |     |     |     |     |             |
| 3    | Pedro Rodríguez     | Cooper  | 12     | 9   | 2   | -  | -   | 1   |     | 12           |     |     |     |     |     |             |
| 4    | Chris Amon          | Ferrari | 11     | -   | 4   | 3  | 4   | -   |     | 11           |     |     |     |     |     |             |
| 5    | Jim Clark           | Lotus   | 10     | -   | -   | 9  | 1   | -   |     | 10           |     |     |     |     |     |             |
|      | Jackie Stewart      | BRM     | 10     | -   | -   | -  | 6   | 4   |     | 10           |     |     |     |     |     |             |
| 7    | Dan Gurney          | Eagle   | 9      | -   | -   | -  | 9   | -   |     | 9            |     |     |     |     |     |             |
| 8    | John Love           | Cooper  | 6      | 6   | -   | -  | -   | -   |     | 6            |     |     |     |     |     |             |
|      | Graham Hill         | Lotus   | 6      | -   | 6   | -  | -   | -   |     | 6            |     |     |     |     |     |             |
| 10   | John Surtees        | Honda   | 4      | 4   | -   | -  | -   | -   |     | 4            |     |     |     |     |     |             |
| 11   | Bruce McLaren       | McLaren | 3      | -   | 3   | -  | -   | -   |     | 3            |     |     |     |     |     |             |
|      | Jochen Rindt        | Cooper  | 3      | -   | -   | -  | 3   | -   |     | 3            |     |     |     |     |     |             |
|      | Joseph Siffert      | Cooper  | 3      | -   | -   | -  | -   | 3   |     | 3            |     |     |     |     |     |             |
|      | Mike Spence         | BRM     | 3      | -   | 1   | -  | 2   | -   |     | 3            |     |     |     |     |     |             |
| 15   | Bob Anderson        | Brabham | 2      | 2   | -   | -  | -   | -   |     | 2            |     |     |     |     |     |             |
|      | Mike Parkes         | Ferrari | 2      | -   | -   | 2  | -   | -   |     | 2            |     |     |     |     |     |             |
|      | Chris Irwin         | BRM     | 2      | -   | -   | -  | -   | 2   |     | 2            |     |     |     |     |     |             |
| 18   | Ludovico Scarfiotti | Ferrari | 1      | -   | -   | 1  | -   | -   |     | 1            |     |     |     |     |     |             |

| Pos. | Écurie          | Points | AFS | MON | NL | BEL | FRA | GBR | 1re ½ saison | ALL | CAN | ITA | USA | MEX | 2e ½ saison |
| ---- | --------------- | ------ | --- | --- | -- | --- | --- | --- | ------------ | --- | --- | --- | --- | --- | ----------- |
| 1    | Brabham-Repco   | 27     | 3   | 9   | 6  | -   | 9   |     | 27           |     |     |     |     |     |             |
| 2    | Cooper-Maserati | 17     | 9   | 2   | -  | 3   | 3   |     | 17           |     |     |     |     |     |             |
| 3    | BRM             | 11     | -   | 1   | -  | 6   | 4   |     | 11           |     |     |     |     |     |             |
|      | Ferrari         | 11     | -   | 4   | 3  | 4   | -   |     | 11           |     |     |     |     |     |             |
| 5    | Lotus-Ford      | 10     | -   | -   | 9  | 1   | -   |     | 10           |     |     |     |     |     |             |
| 6    | Eagle-Weslake   | 9      | -   | -   | -  | 9   | -   |     | 9            |     |     |     |     |     |             |
| 7    | Cooper-Climax   | 6      | 6   | -   | -  | -   | -   |     | 6            |     |     |     |     |     |             |
|      | Lotus-BRM       | 6      | -   | 6   | -  | -   | -   |     | 6            |     |     |     |     |     |             |
| 9    | Honda           | 4      | 4   | -   | -  | -   | -   |     | 4            |     |     |     |     |     |             |
| 10   | McLaren-BRM     | 3      | -   | 3   | -  | -   | -   |     | 3            |     |     |     |     |     |             |
| 11   | Brabham-Climax  | 2      | 2   | -   | -  | -   | -   |     | 2            |     |     |     |     |     |             |

## À noter
- 12e victoire en championnat du monde pour Jack Brabham.
- 8e victoire en championnat du monde pour Brabham en tant que constructeur.
- 6e victoire en championnat du monde pour Repco en tant que motoriste.